# Shimoichi
Shimoichi (下市町, Shimoichi-chō) est un bourg situé dans le district de Yoshino (préfecture de Nara), au Japon.